# فرار (مجموعه تلویزیونی)
فرار نام یک مجموعهٔ تلویزیونی ایرانی به کارگردانی «رحیم رحیمی‌پور» است که در سال ۱۳۷۴ تولید و از سیمای جمهوری اسلامی ایران پخش گردید.

## خلاصه داستان
در روزهایی که وقایع انقلاب ۵۷ در جریان است، جوانی از یک خانواده اشرافی مشغول گذراندن خدمت سربازی است. در این حین، نامزدش به او اطلاع می‌دهد که به‌دلیل ارتباط پدرش با رژیم پهلوی، باید هر چه زودتر از ایران خارج شوند. این خبر، مصادف است با صدور اعلامیهٔ امام خمینی در مورد فرار سربازان از پادگان‌ها. جوان از پادگان فرار می‌کند و به‌عنوان سرباز فراری، تحت تعقیب واقع می‌شود اما در انتها زمانی که به نامزدش می‌رسد، در می‌یابد که او تصمیم گرفته به خاطر مردم، در کشور بماند.

## بازیگران و عوامل تولید

### بازیگران
- فخری خوروش
- عنایت‌الله بخشی
- هوشنگ توکلی
- جهانبخش سلطانی
- فریبرز سمندرپور
- شهرام پوراسد
- پرند زاهدی

### عوامل تولید
- نویسنده و کارگردان: رحیم رحیمی‌پور
- تصویربردار: مجتبی رحیمی
- طراح صحنه و لباس: محمدهادی قمیشی[۲]
- تهیه‌کننده: سیمافیلم
- فرمت تصویر: ۳۵ میلیمتری
- تعداد قسمت‌ها: ۱۳ قسمت
- مدت زمان: ۶۵۰ دقیقه
- محصول: سیمافیلم
- سال تولید: ۱۳۷۴